# Al-Zahraa
Al-Zahraa (tiếng Ả Rập: الزهراء) là một thị trấn ở phía bắc Syria, một phần hành chính của quận A'zaz của tỉnh Aleppo, nằm về phía tây bắc của Aleppo. Các địa phương gần đó bao gồm Tell Rifaat và Mayer ở phía đông bắc và Anadan ở phía nam. Theo Cục Thống kê Trung ương Syria, al-Zahraa có dân số 13.780 người trong cuộc điều tra dân số năm 2004. Al-Zahraa có dân số Hồi giáo Shia chủ yếu và cùng với Nubl gần đó, tạo thành một túi nhỏ có người Shia ở trong khu vực Hồi giáo Sunni chủ yếu ở Tỉnh Aleppo.

## Nội chiến Syria
Nubl và al-Zahraa bị bao vây bởi Quân đội Syria Tự do (FSA), Mặt trận al-Nusra (chi nhánh Syria của al-Qaeda) và Ahrar al-Sham. Việc di chuyển ra khỏi Nubl bị hạn chế nghiêm trọng, và nó dựa vào hàng hóa được Quân đội Syria vận chuyển bằng không quân. Mặc dù mối quan hệ giữa người dân Nubl và các ngôi làng xung quanh thường rất thân thiện, nhưng trong cuộc nội chiến Syria đang diễn ra, những người ủng hộ chống chính phủ từ các làng Sunni gần đó đã tuyên bố rằng Nubl và al-Zahraa đã tổ chức các nhóm dân quân thân chính phủ. Có rất nhiều vụ bắt cóc ăn miếng trả miếng giữa các làng Nubl và phe đối lập ở khu vực lân cận. Sau nhiều tháng bị phiến quân bao vây và bắt cóc liên tục, các ủy ban nổi tiếng ở hai thị trấn đã đồng ý bắt đầu đàm phán với phiến quân Sunni vào ngày 27 tháng 3 năm 2013. Thỏa thuận đàm phán được tổ chức bởi các bên người Kurd từ khu vực Kurd Dagh lân cận, nơi được kiểm soát bởi các chiến binh người Kurd của PYD. Các cuộc đàm phán đã được người Kurd làm trung gian, và một số cá nhân bị bắt cóc đã được giải thoát từ cả hai phía.
Vào ngày 3 tháng 2 năm 2016, một cuộc tấn công của Quân đội Ả Rập Syria và Hezbollah đã kết thúc cuộc bao vây.